# 刻木山乡
官亭乡，是中华人民共和国湖南省常德市临澧县下辖的一个乡镇级行政单位。

## 行政区划
官亭乡下辖以下地区：
彭市村、凤兴村、双泉村、鹅井村、天星村、樟树村、青龙村、岩龙村、竹龙村、桃树村、团营村、楼子村、长乐村、竹马村、青鹤村、马路村和枣木村。

## 交通
- 焦柳铁路：官亭塔站